# De Laar

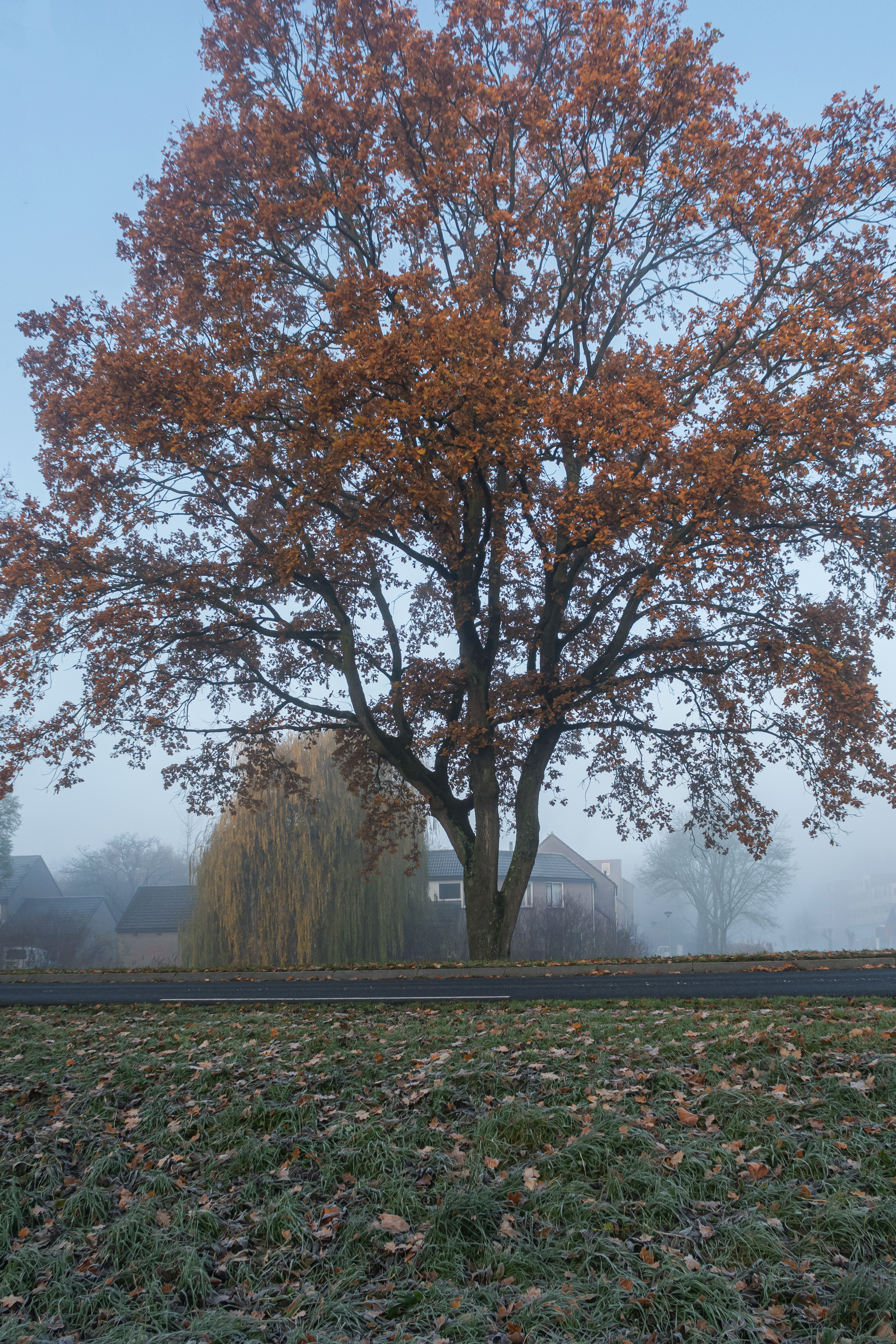
Boom aan de Randweg in de mist

De Laar is sinds 1 januari 1974 een Arnhemse woonwijk. Daarvoor was De Laar een Elster buurschap. 'De Laar' werd in het noorden begrensd door de Eldense Zeeg, in het oosten door de Rijksweg Noord - Batavierenweg, in het zuiden door de Laarse Pijp bij de Laarstraat en in het westen door de Grote Molenstraat. Het woord 'laar' betekent woeste grond, moerassig land, broekland, open plek in het bos. De buurschap 'De Laar' werd sinds 1879 doorsneden door de spoorlijn Arnhem-Nijmegen. Het oostelijk deel maakt sinds 1974 deel uit van de Arnhemse woonwijk De Laar West, het westelijk deel sinds 1 januari 1995 van Arnhem, sinds 2005 van de nieuwbouwwijk Schuytgraaf.
De wijk is ontstaan toen er meer jonge gezinnen nieuwbouw zochten. De wijk werd gebouwd in de jaren 70/80 en ligt ten zuiden van Elderveld en Elden. De wijk wordt door de Batavierenweg verdeeld in De Laar West en De Laar Oost. In beide gedeeltes rijdt een trolleybus.
De Laar West heeft een klein winkelcentrum. De sporthal in De Laar West wordt o.a gebruikt door de Arnhem Eagles en Volvera, respectievelijk de basketbal- en volleybalclub uit Arnhem Zuid.
Naast De Laar West wordt sinds 2005 Arnhems nieuwste wijk gebouwd: Schuytgraaf. Aan de spoorlijn Arnhem - Nijmegen, tussen De Laar West en de Schuytgraaf ligt het in 2004 geopende station Arnhem Zuid.
De Laar Oost is ook bereikbaar met het openbaar vervoer en ligt aan de autosnelweg A325 tussen Arnhem en Nijmegen. Vanaf grote afstand is de Ohra-toren te zien, die op de grens van De Laar Oost met Elden ligt.
De Laar Oost heeft een groter winkelcentrum en ook een woonboulevard.
De Laar Oost dankt haar naam aan de ligging ten oosten van De Laar West. Het gedeelte ten zuiden van de Eldense Zeeg behoorde tot 1 januari 1974 tot de Elster buurschap Rijkerswoerd, het gebied ten noorden van die zeeg tot de polder Elden. Ook deze polder behoorde tot 1 januari 1974 tot de gemeente Elst.
De Laar West en De Laar Oost zijn ook van elkaar te onderscheiden door de straatnamen. In De Laar West zijn vrijwel alle straatnamen vernoemd naar plaatsen uit Noord-Brabant, terwijl in de Laar-Oost ten wensten van de Randweg de straatnamen vernoemd zijn naar plaatsen uit Zeeland en ten oosten van de Randweg vernoemd zijn naar Limburgse plaatsen. Voorbeelden van grote straten in de wijk zijn: Bredasingel, Eindhovensingel en Venlosingel.

## Foto's

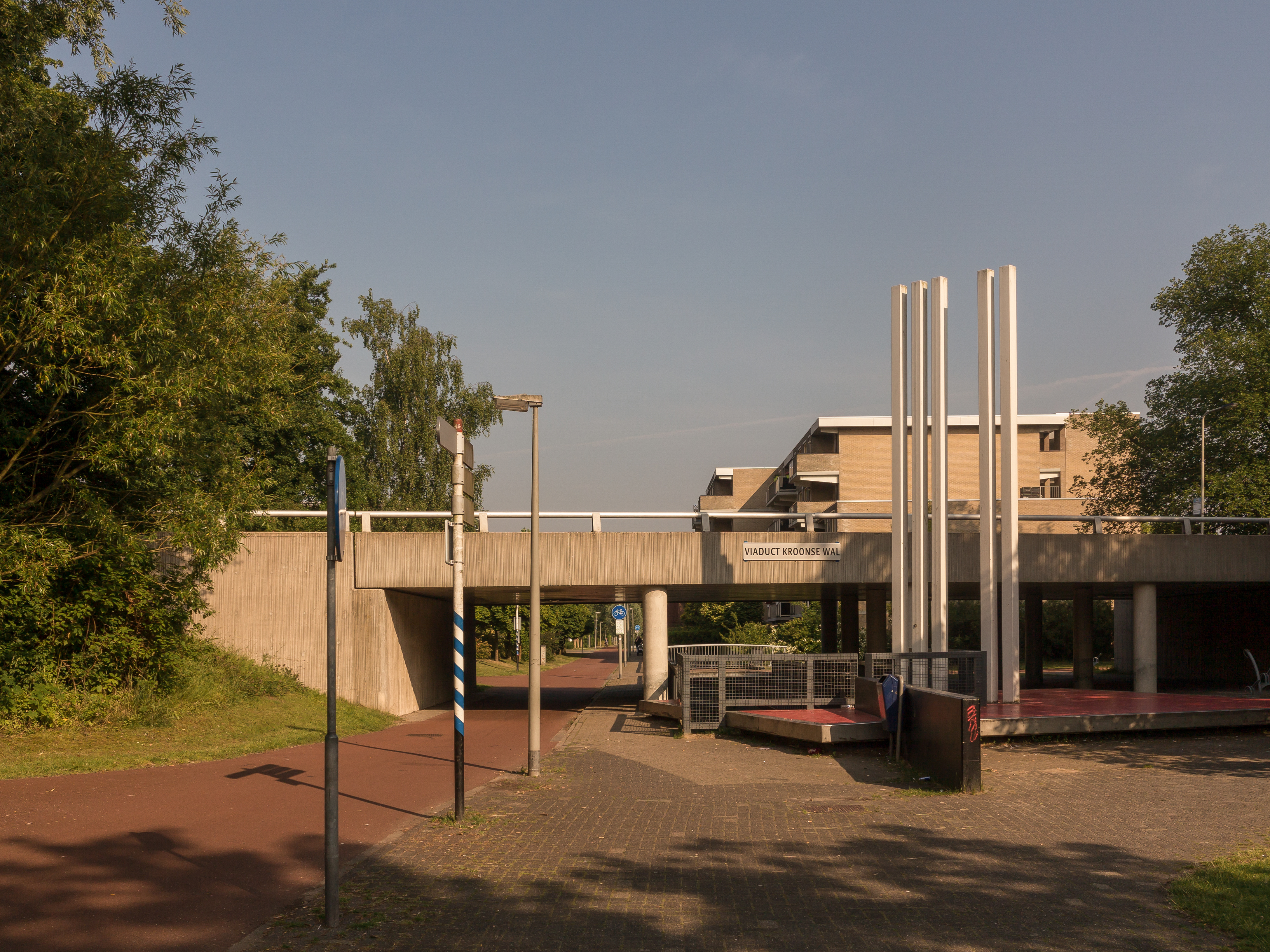
De Laar, viaduct Kroonse Wal in 2015
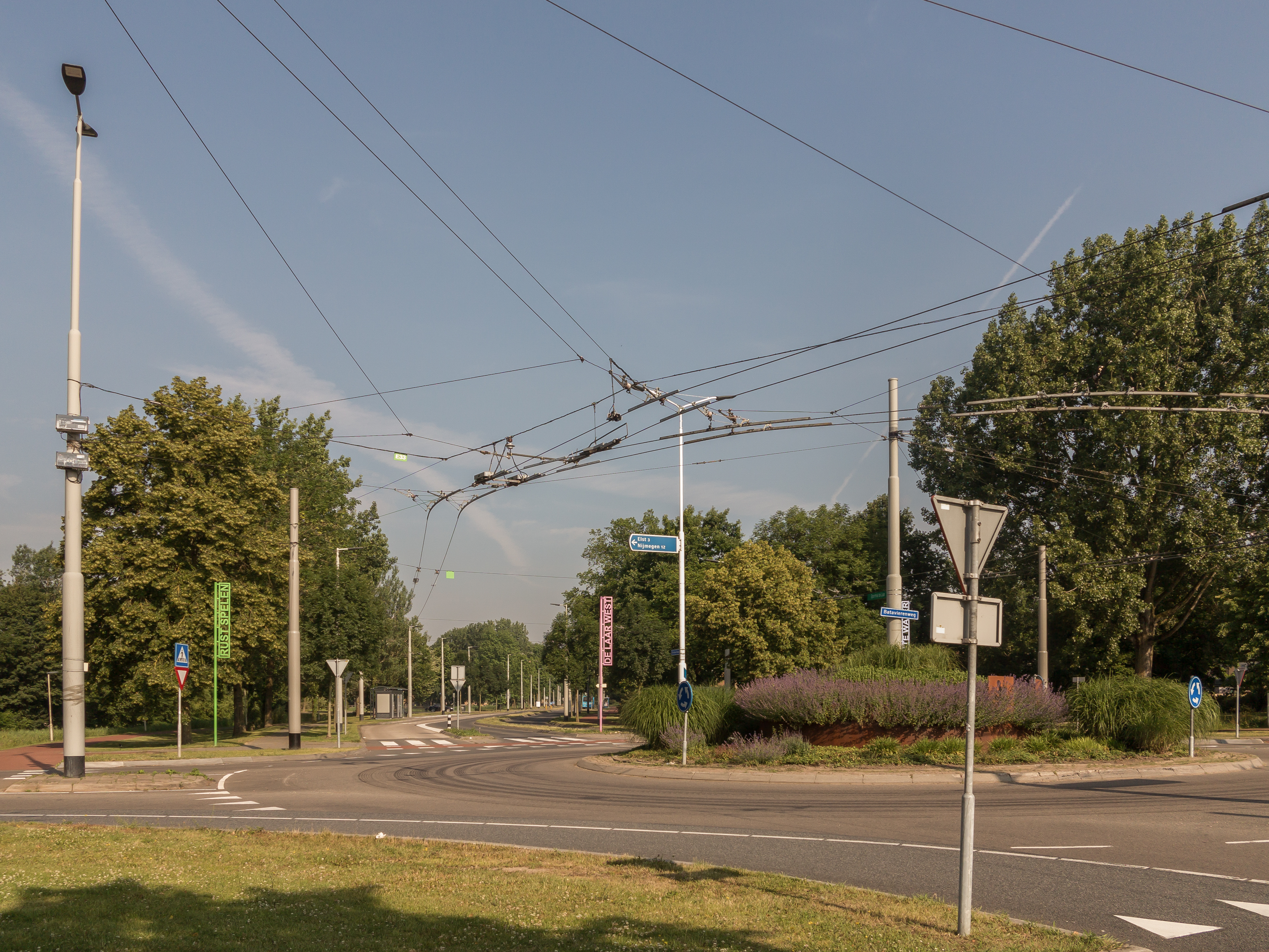
De Laar, rotonde Brabantweg-Batavierenweg-Randweg
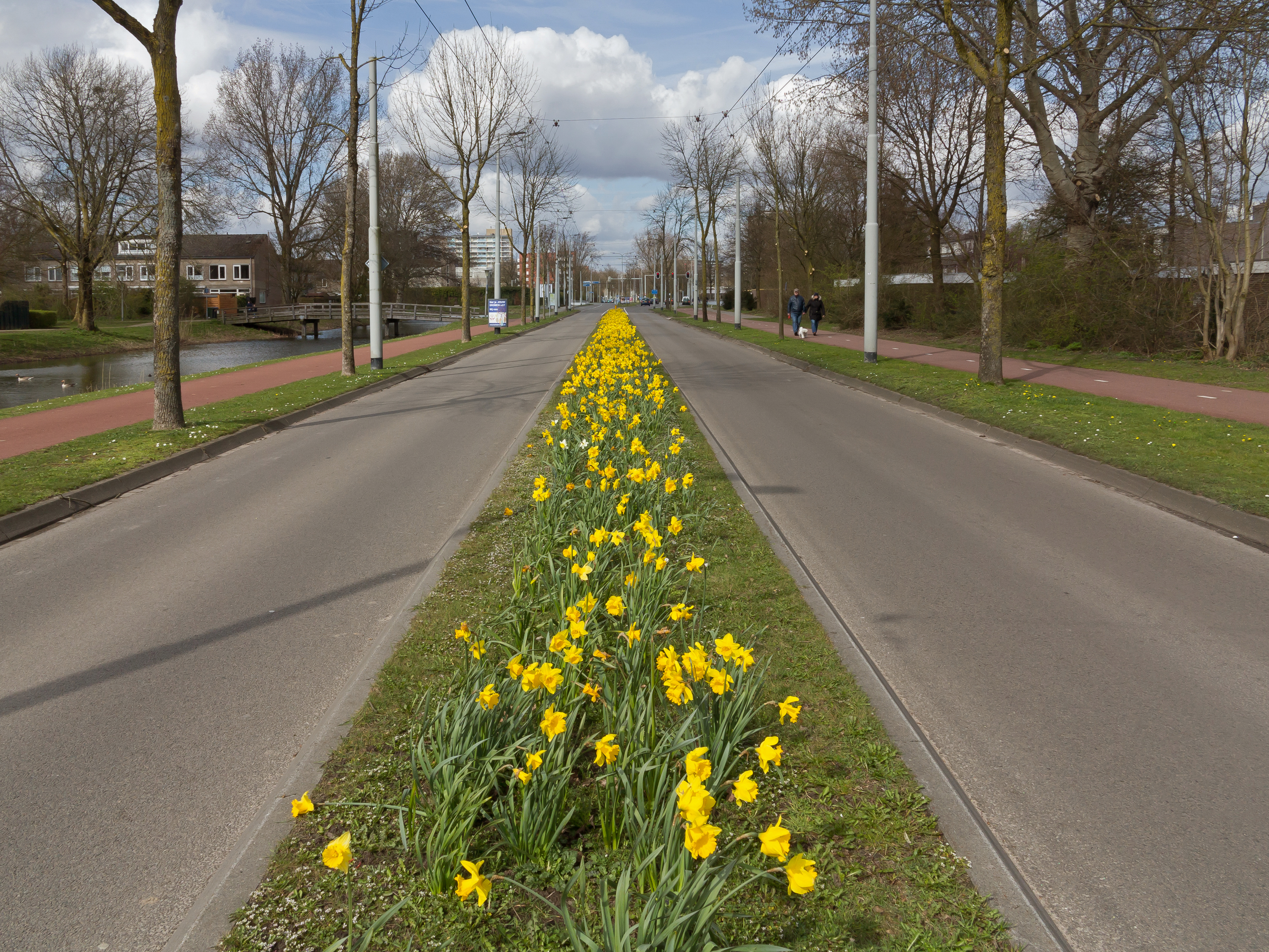
De Laar west, narcissen op de Brabantweg
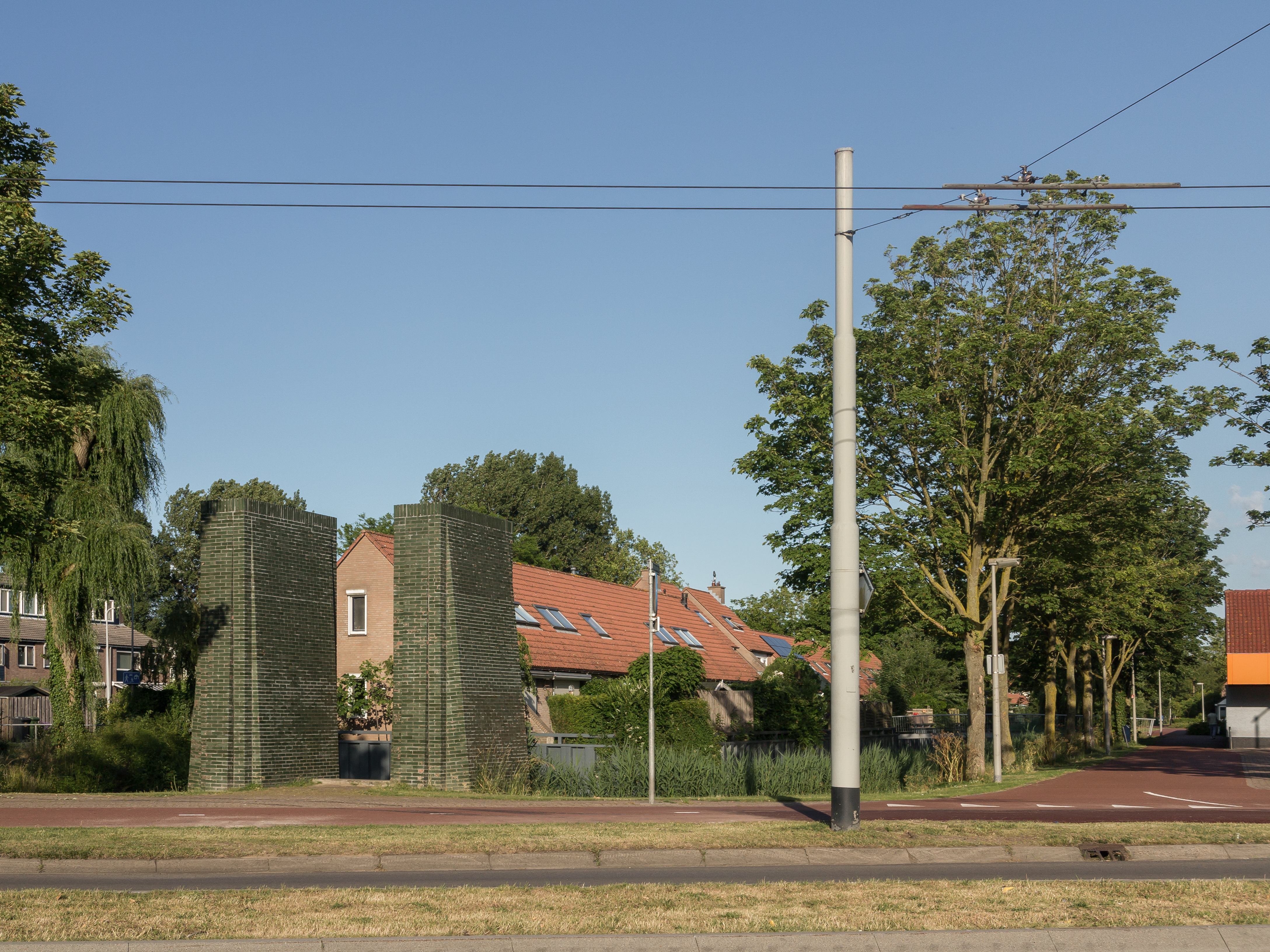
De Laar west, kunstwerk bij Kroonse Wal-Brabantweg
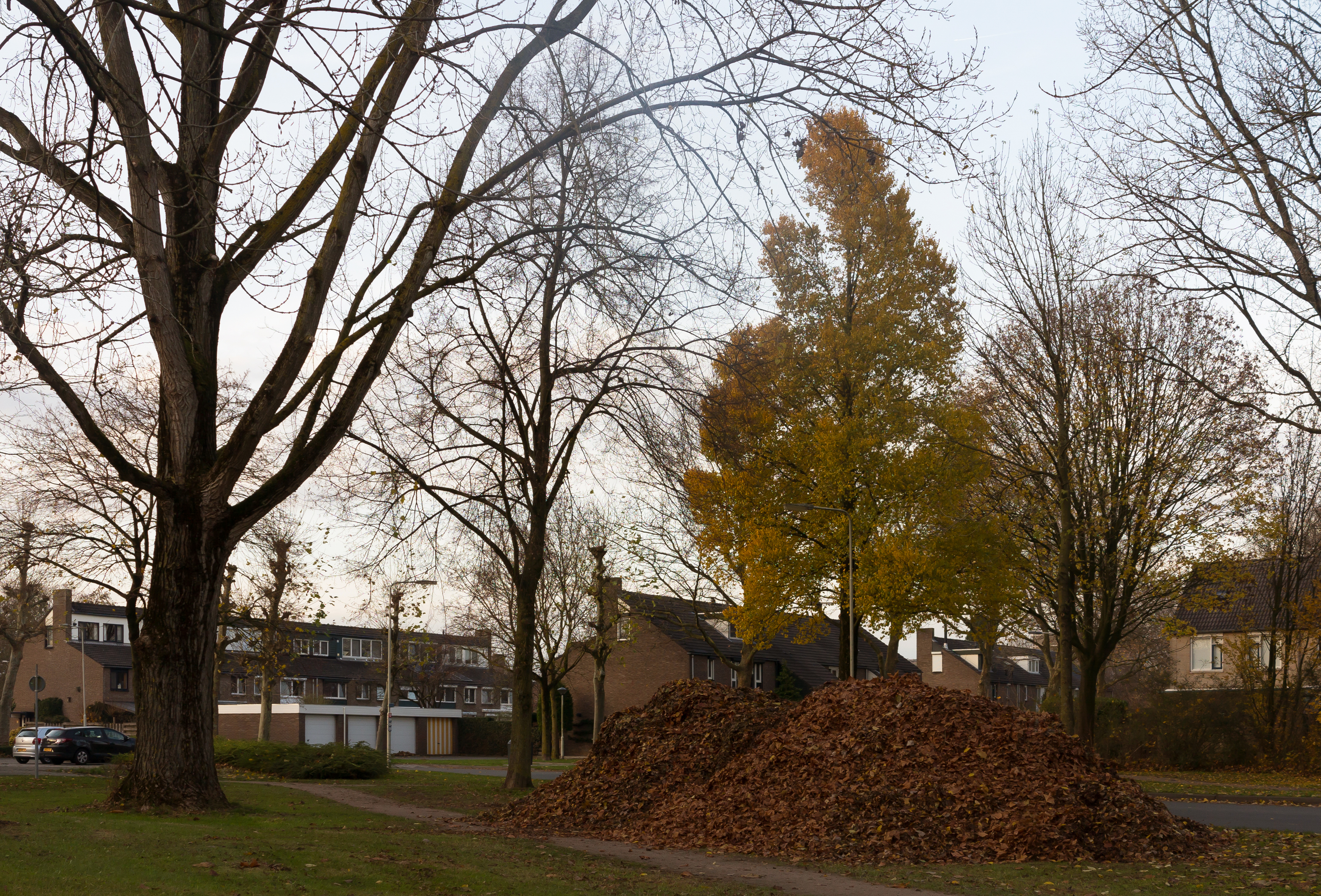
De Laar west, de herfst bij elkaar geveegd in de Bredasingel
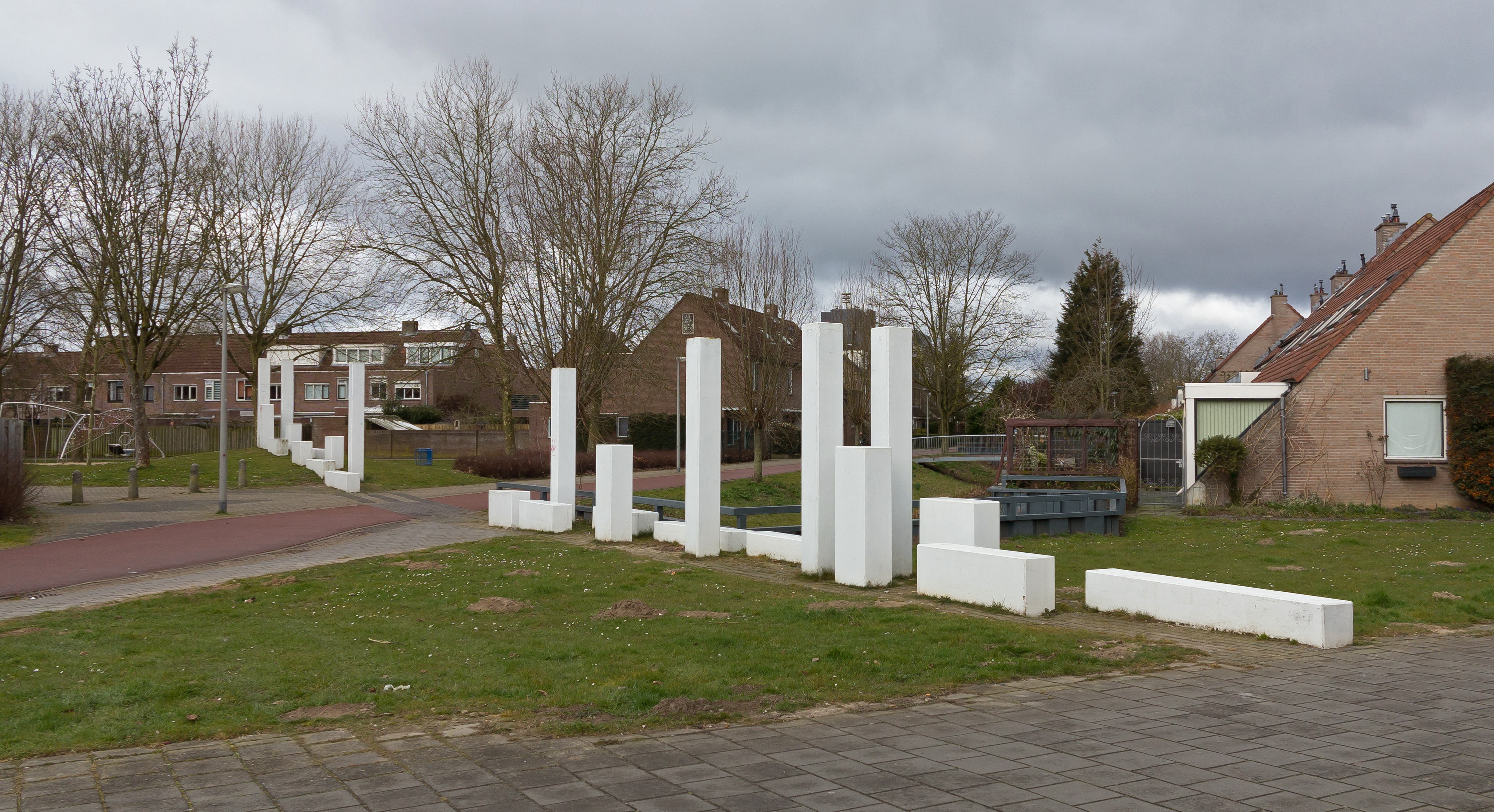
De Laar west , kunstwerk op de Kroonse Wal-Beersstraat
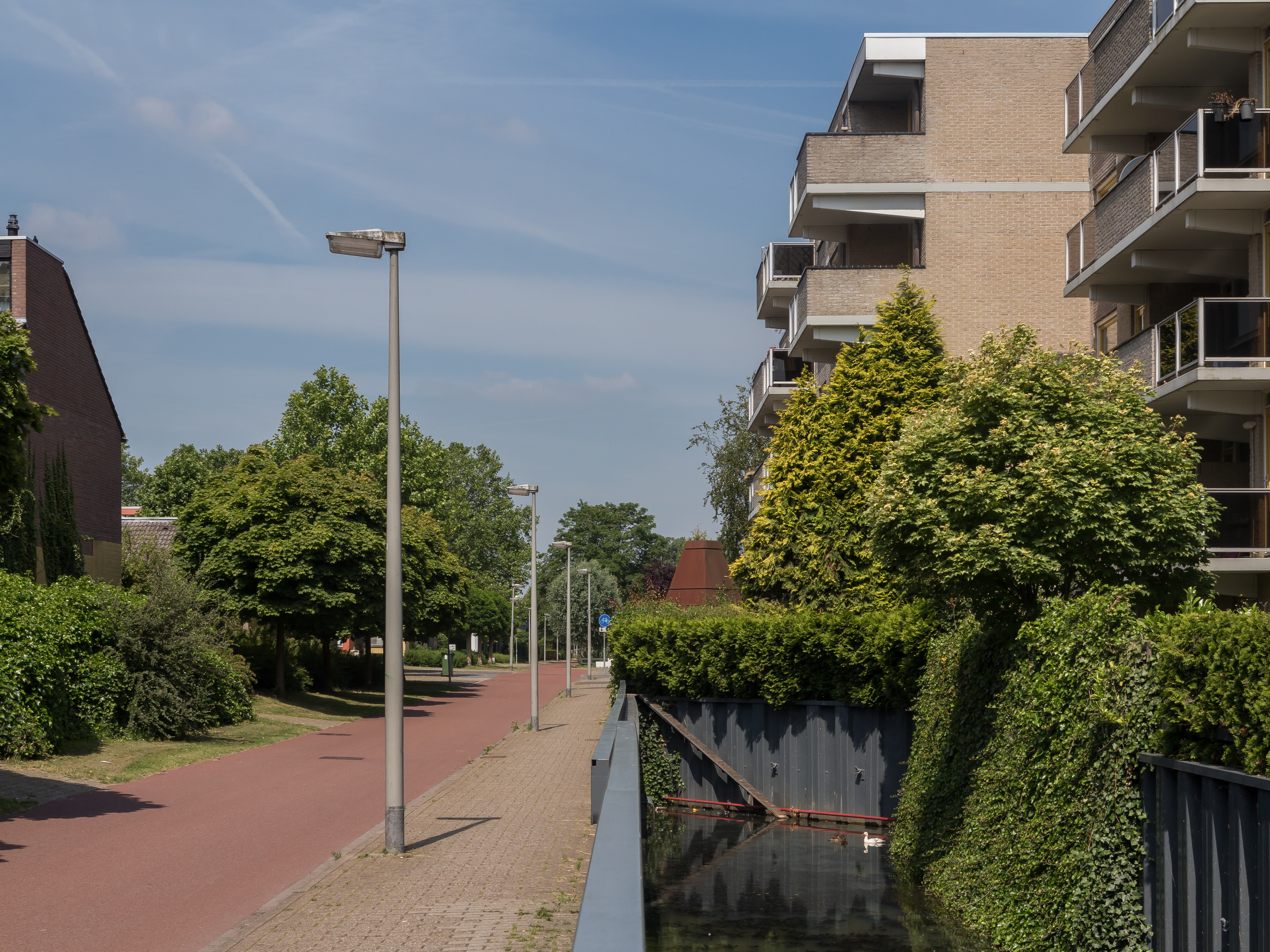
De Laar west, straatzicht De Kroonse Wal bij de Ginnekenstraat
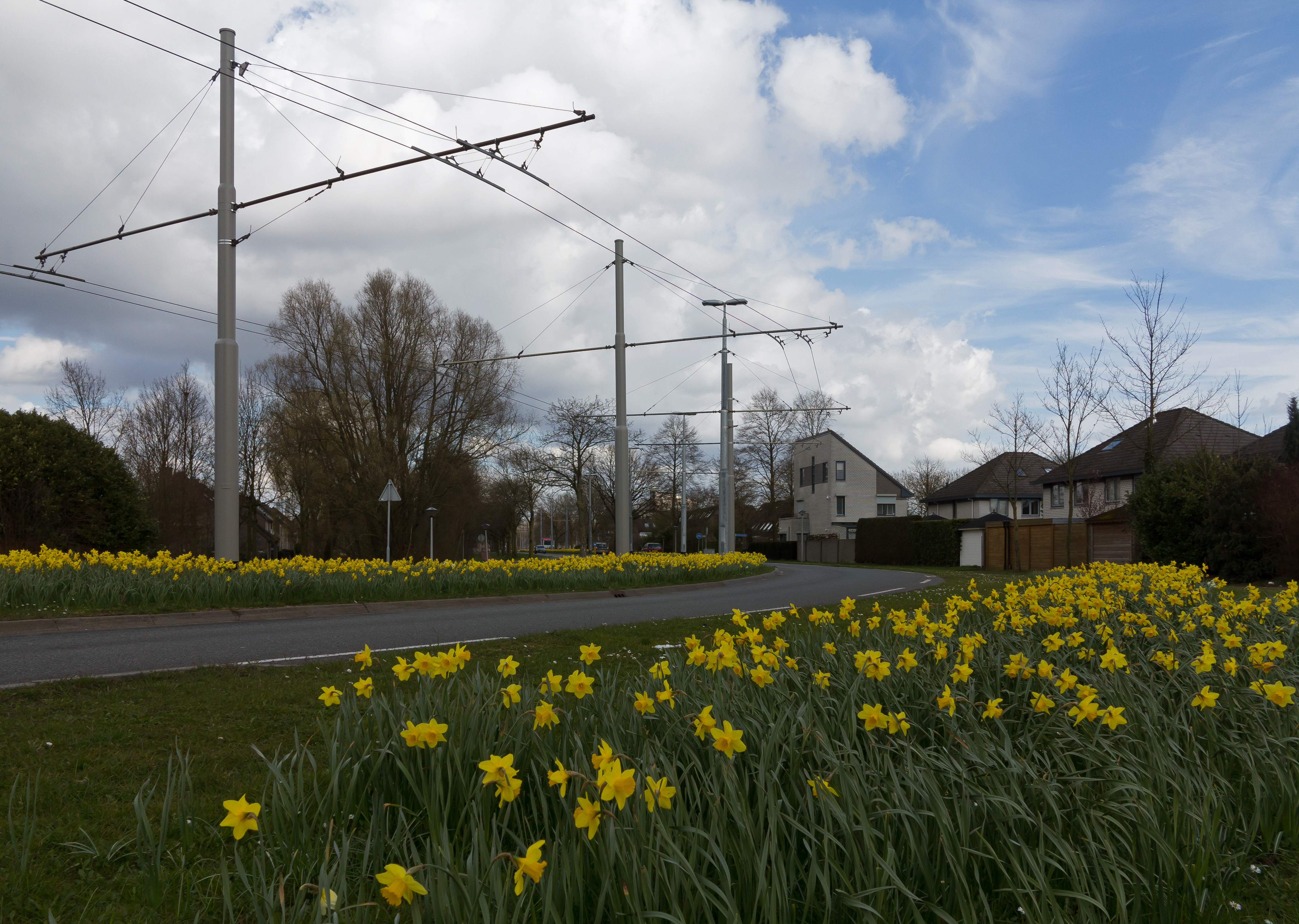
De Laar oost, narcissen op de Randweg
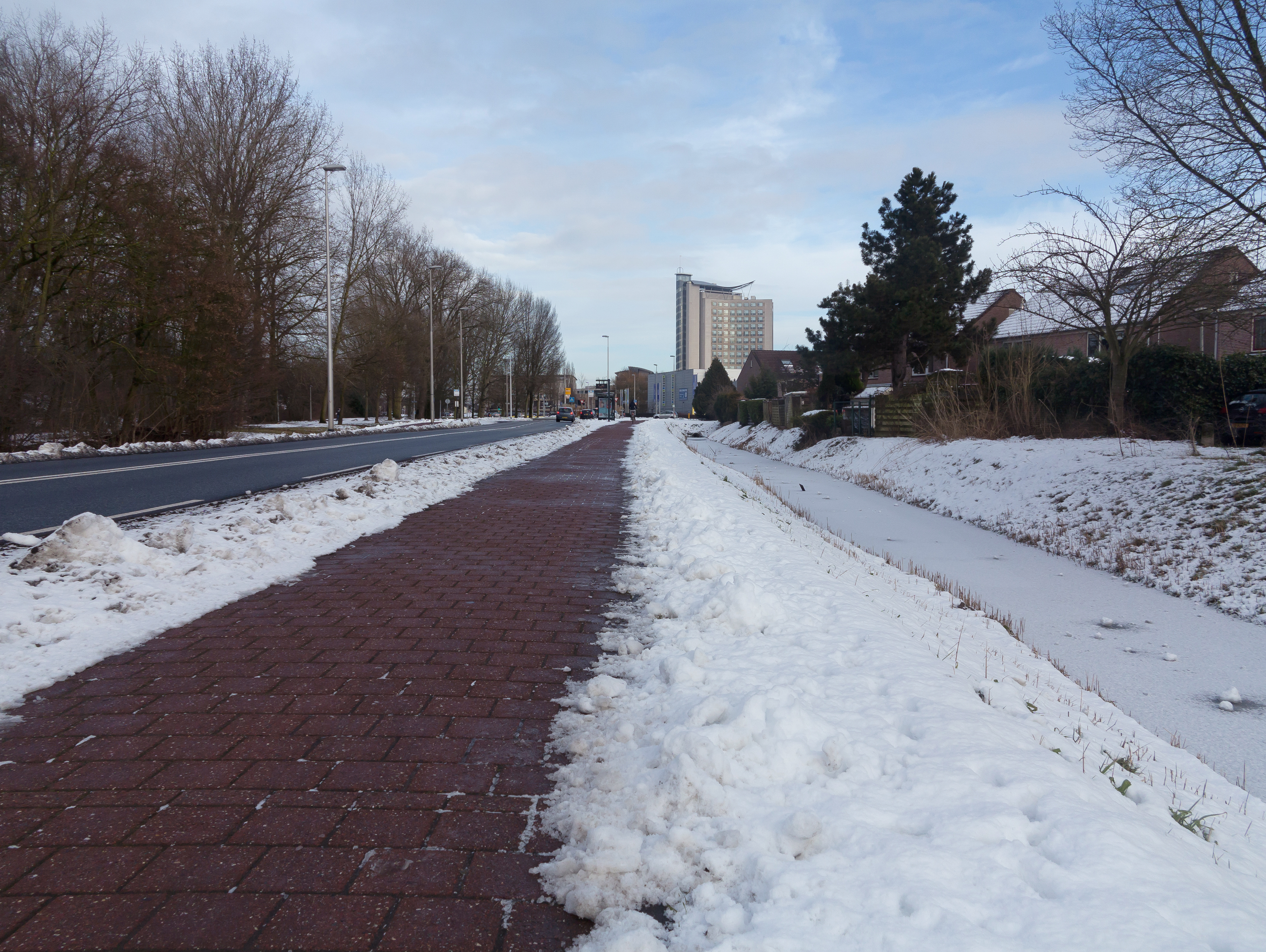
De Laar oost, straatzicht de Randweg
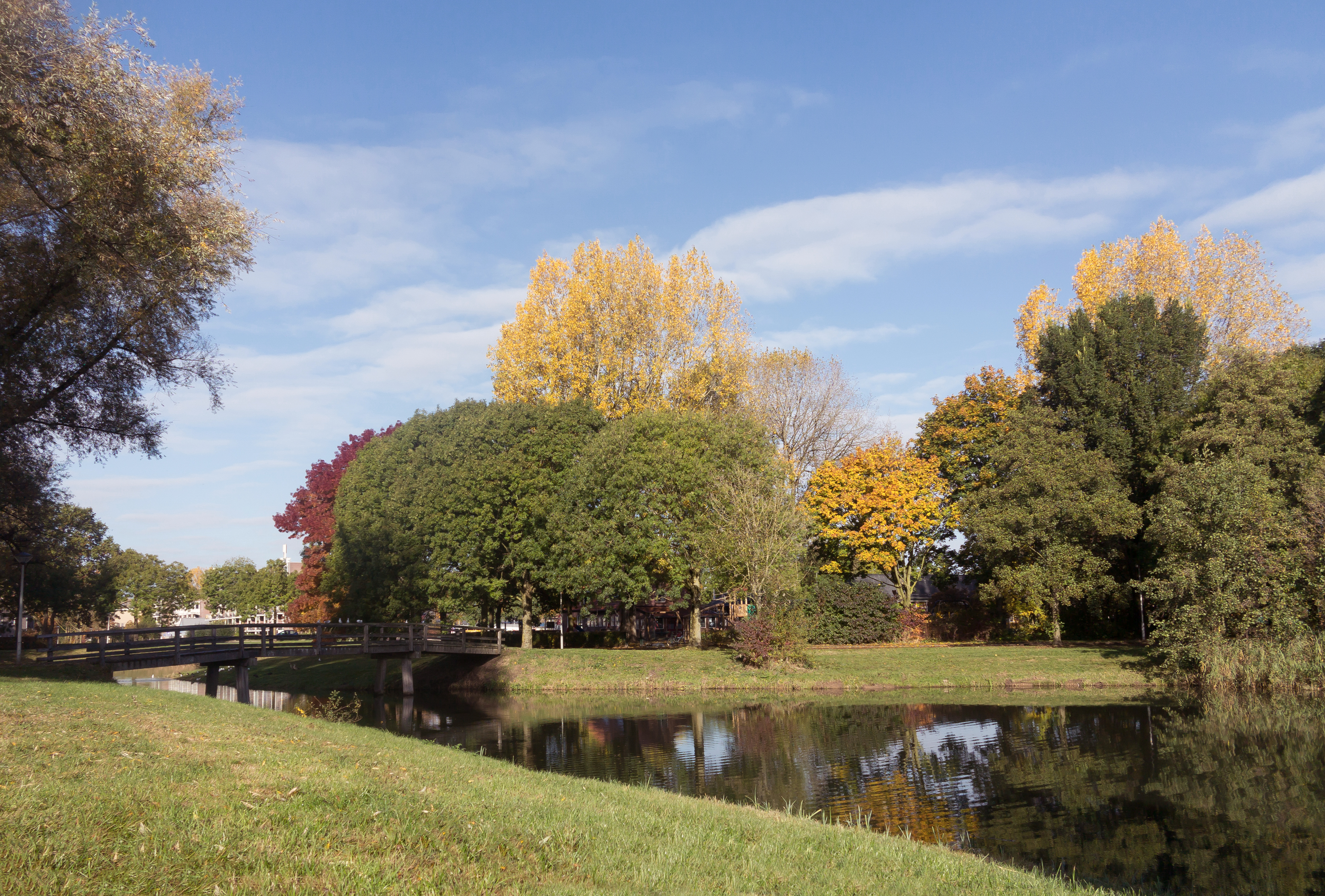
De Laar oost, houten brug bij Baakhovenstraat
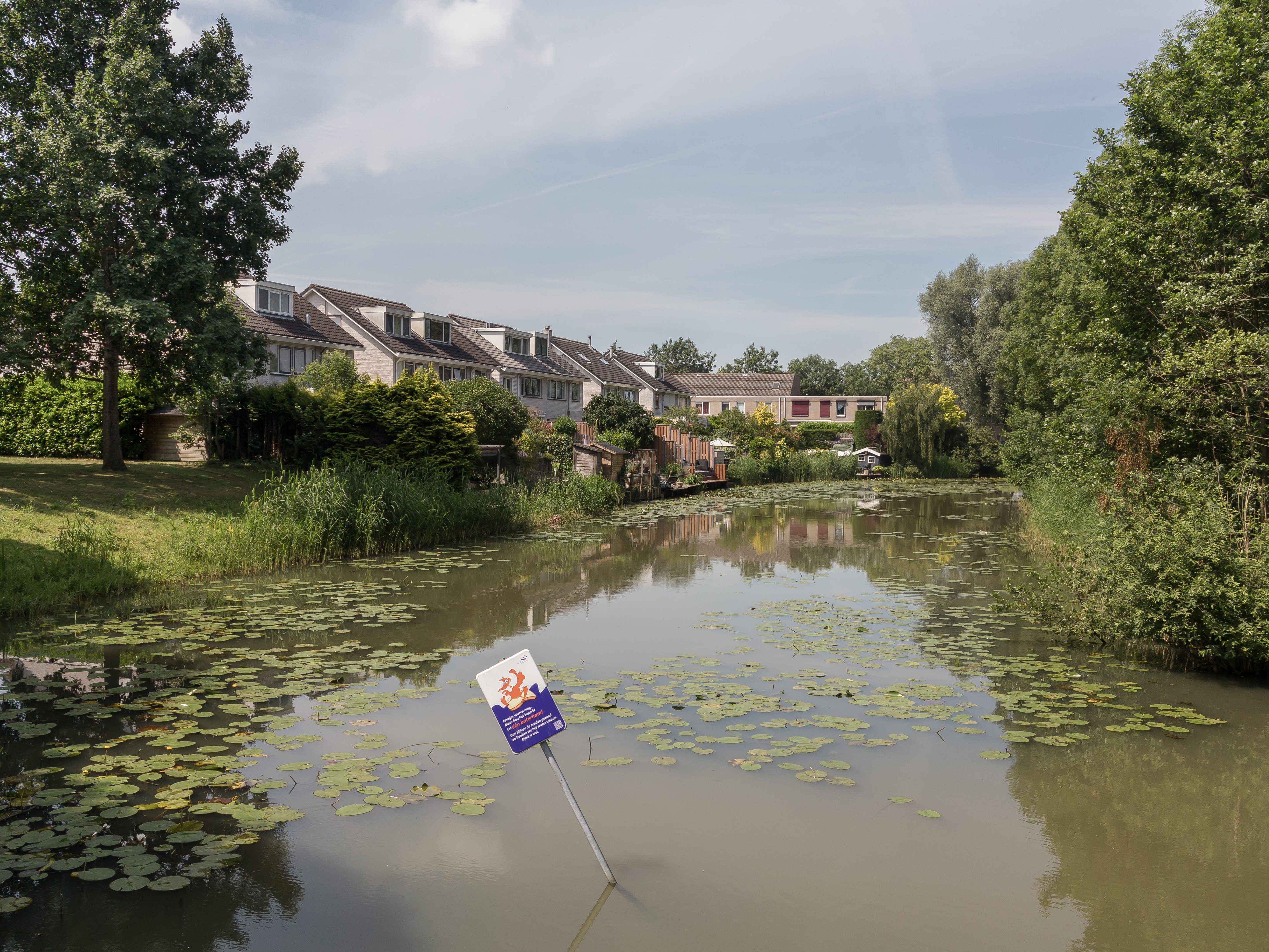
De Laar oost, straatzicht de Boshovenstraat vanaf de Kroonse Wal
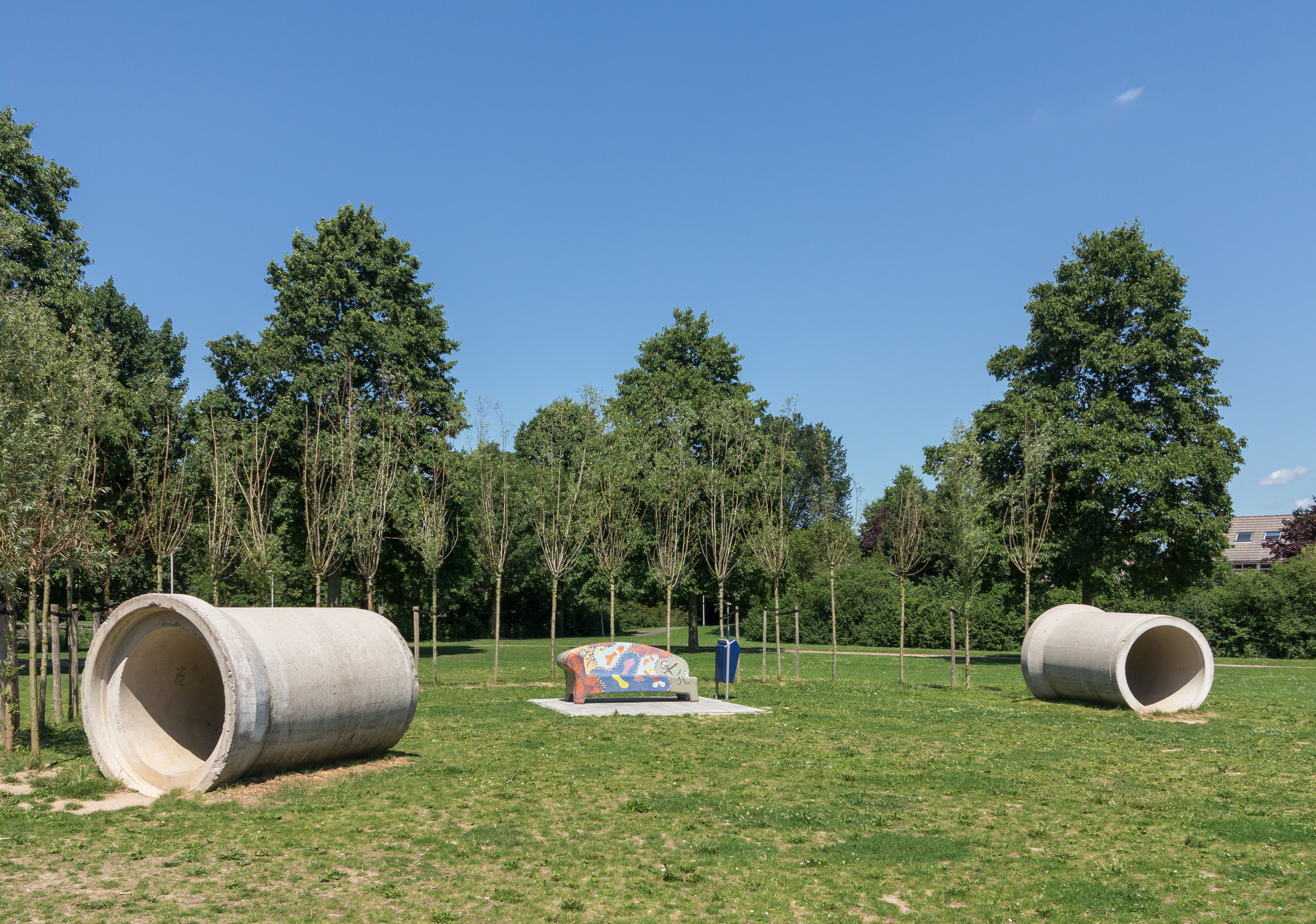
De Laar oost, kunst op straat Kroonse Wal
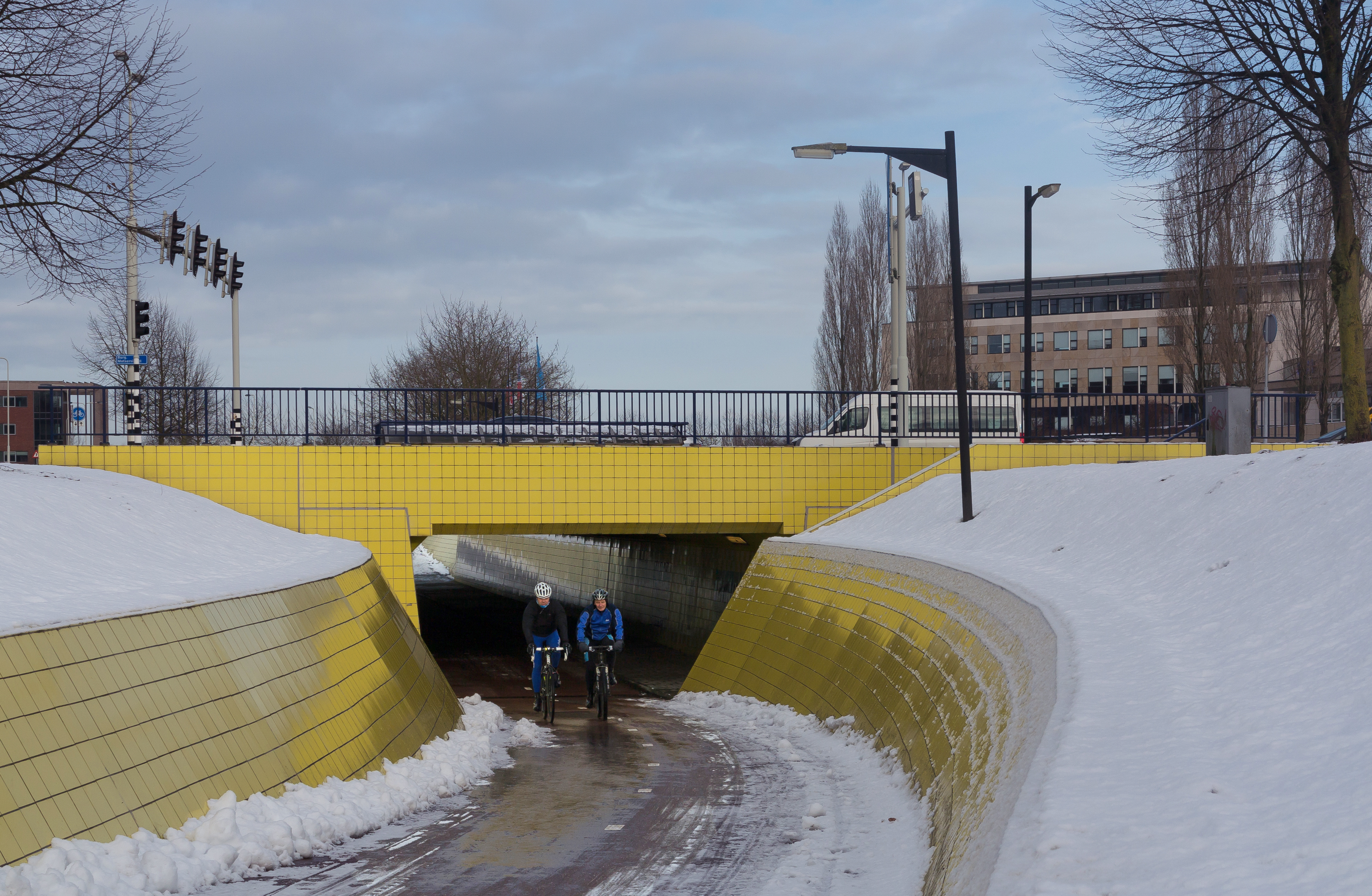
De Laar oost, de OHRA-tunnel (voor fietsers)
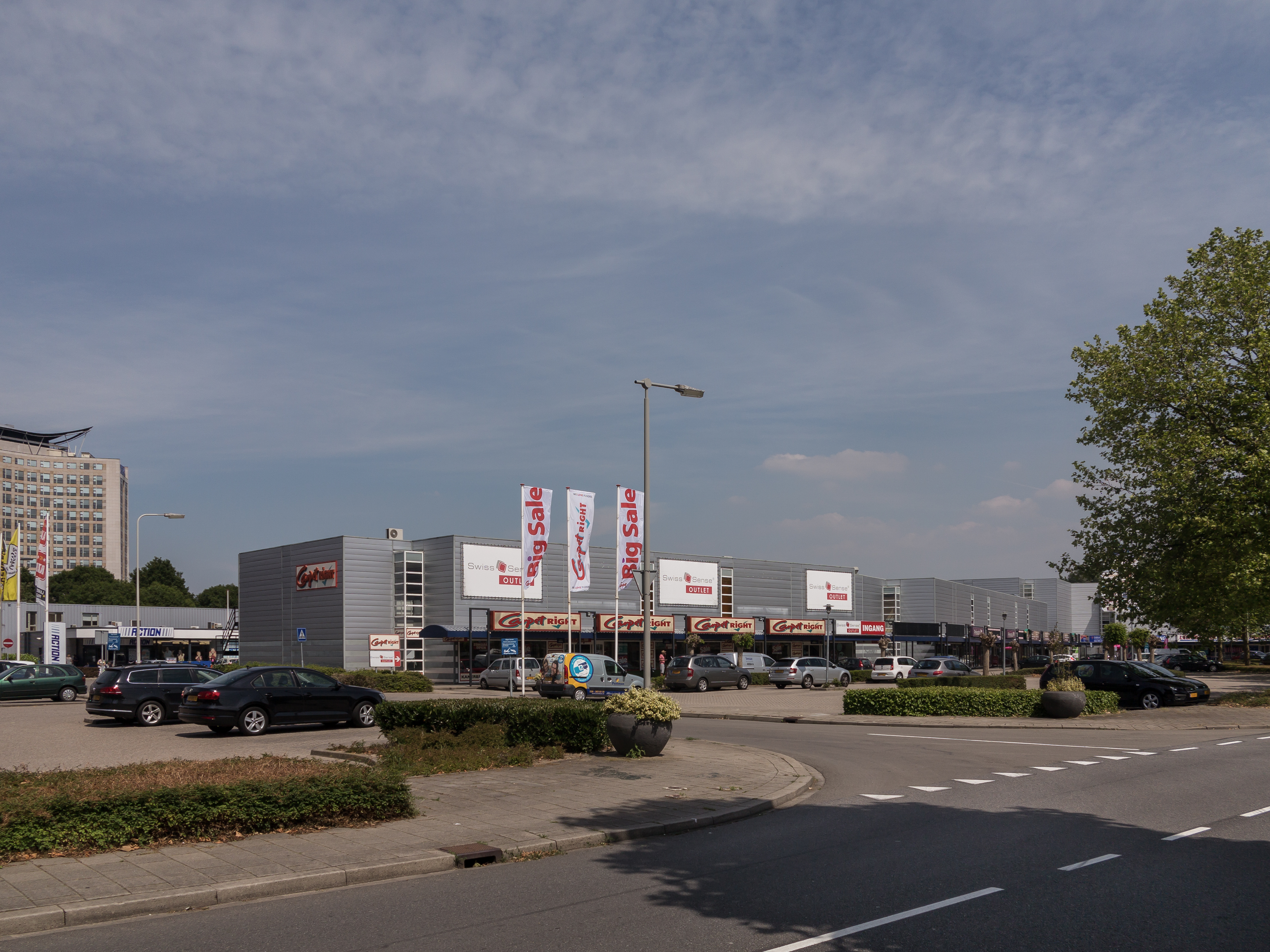
De Laar oost, de woonboulevard

## CBS indeling (2008)
| CBS-buurtcode | Buurtnaam    | Inwonertal | Opp. totaal (ha) | Opp. land (ha) | Ligging                |
| ------------- | ------------ | ---------- | ---------------- | -------------- | ---------------------- |
| BU02022295    | De Laar-West | 6300       | 109              | 108            | Locatie in de gemeente |
| BU02022296    | De Laar-Oost | 6540       | 125              | 124            | Locatie in de gemeente |